# BJSS

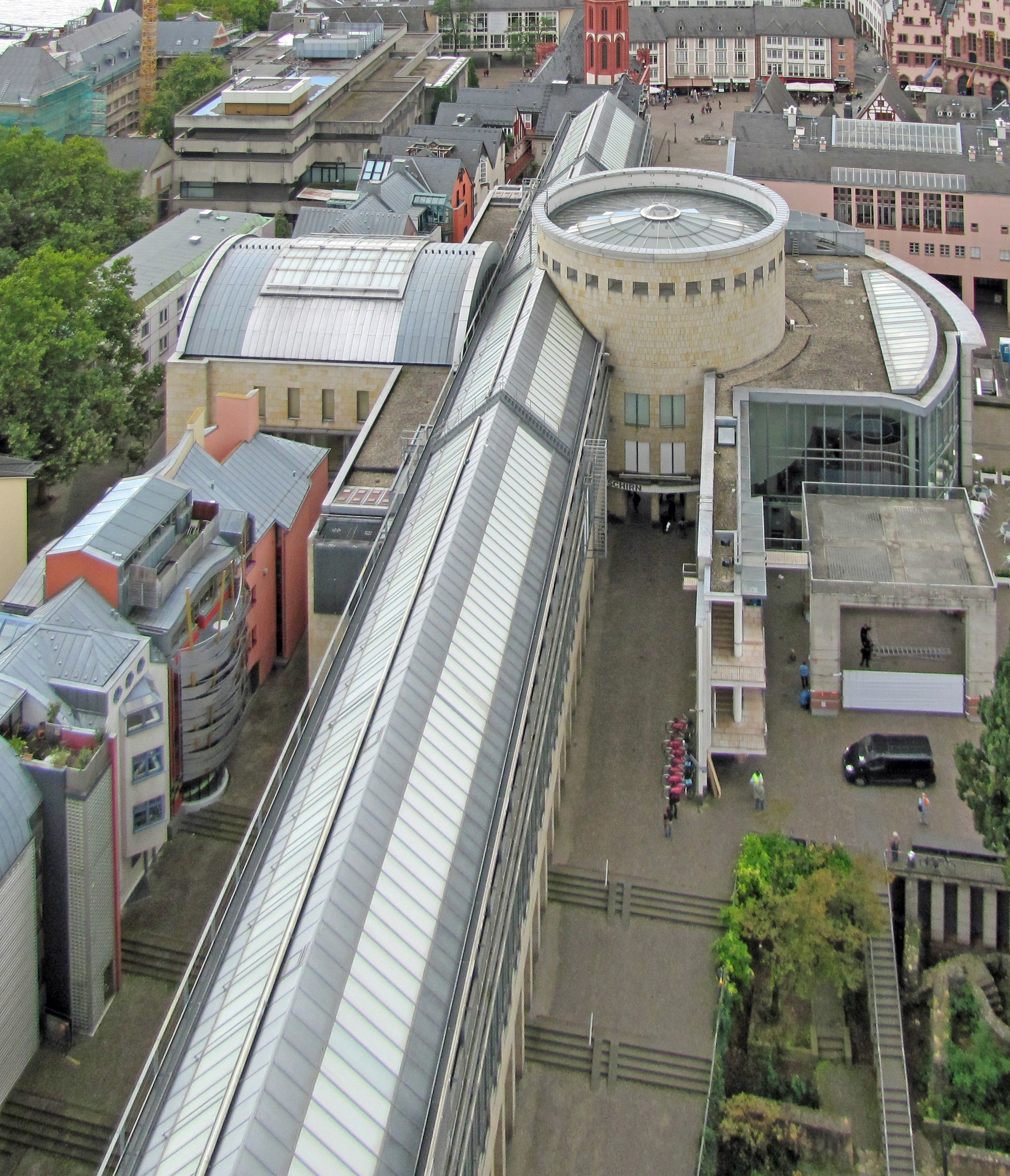
Schirn Kunsthalle Frankfurt

BJSS (Bangert, Jansen, Scholz, Schultes) war ein deutsches Architekturbüro, das von 1974 bis 1992 in Berlin bestand.

## Gründung und Zusammensetzung
Die Gründung des Büros lag im Zeitraum zwischen 1972 und 1974. Axel Schultes datiert die Gründung auf 1972, Dietrich Bangert auf 1973. Stefan Jan Scholz stieß 1974 hinzu, über Bernd Jansen ist wenig bekannt. Spätestens im Jahr 1974 existierte das Büro BJSS in der Zusammensetzung, die es bis 1992 behalten sollte. Ende 1991 schieden Axel Schultes und Bernd Jansen aus dem Team aus. Schultes schloss sich 1992 mit Charlotte Frank und Christoph Witt zu einem neuen Architekturbüro zusammen, während Bernd Jansen an der Technischen Universität Berlin tätig war, zu der er 1987 zum Professor im Fachgebiet Baukonstruktion und Entwerfen berufen wurde. Ab 1992 existierte für ein paar Jahre die Bürogemeinschaft Bangert-Scholz Architekten; seit Ende der 1990er Jahre arbeiten alle Gründungsmitglieder unabhängig voneinander.
Besondere Bedeutung hat das Büro, weil die Entwürfe aus den 1980er Jahren wegweisend waren für die Architektur der 1990er Jahre in Deutschland, insbesondere in Bezug auf die späteren Bauten von Axel Schultes und Dietrich Bangert. Auch war das Büro BJSS prägend für Architekten, die dort angestellt waren und sich später selbständig gemacht haben, wie beispielsweise Volker Staab, Juliane Zach, Rebecca Chestnutt, Hannelore Deubzer und Charlotte Frank.

## Werk
BJSS beteiligten sich 1973/1974 bei dem städtebaulichen Wettbewerb für das Stadtgebiet am Berliner Landwehrkanal. Der Beitrag von BJSS wurde mit dem zweiten Preis ausgezeichnet. Der Berliner Senat beauftragte die Mitglieder der vier erfolgreichen Teams des Wettbewerbs – neu zusammengesetzt als Planungsgruppe Landwehrkanal – mit weiteren Gutachten für jenes Gebiet. Die Arbeit dieser Planungsgruppe diente in der Folge als eine Grundlage für die Vorbereitung der Internationalen Bauausstellung 1987 (IBA Berlin).
Die frühen Bauten von BJSS in Berlin-Tempelhof, Emden und Hannover sind schlicht und funktional gestaltete Zweckbauten im typischen Stil der 1970er Jahre. In einem Architekturführer von 1981 wurde dies sogar thematisiert. Über das Oberstufenzentrum an der Dudenstraße in Berlin-Tempelhof: „[…] so spröde nimmt sich die Beschreibung durch die Architekten aus, so bewußt natürlich stehen die fünf Kuben in einer Reihe, durch Pastellfarben Graugrün, Grünbeige, Graublau und Flieder fein voneinander geschieden.“
Ab 1979 änderte sich der Stil des Büros hin zur Postmoderne. Ihr Wettbewerbsbeitrag für die Ostzeile des Römerbergs in Frankfurt am Main beinhaltete sogar eine Rekonstruktion der vorkriegszeitlichen Bebauung. Der Wiederaufbau der Ostzeile nach historischem Plan erfolgte 1981 bis 1983 durch Hildegard Schirmacher, gemäß der Planung von BJSS. Die für die Internationale Bauausstellung 1987 (IBA 87) entworfene Wohnbebauung am Tegeler Hafen besteht aus langen, geschwungenen Zeilenbauten mit Satteldächern, deren Giebel mit Rundbogenfenstern gestaltet sind.
Auch wenn BJSS weniger historisierenden Formen verwendeten, als es in der Architektur der 1980er Jahre allgemein üblich war, wurden die Entwürfe des Büros zunehmend plastischer und skulpturaler. BJSS zeichnete zunehmend geometrische Grundformen, deren Verwendung über die rein funktionalen Ansprüche hinausgingen. Besonders deutlich ist dies beim Entwurf für die Schirn Kunsthalle Frankfurt und beim Kunstmuseum Bonn, dessen Grundriss auf der Kombination von Quadrat, Dreieck und Kreis beruht. Bei der Internationalen IBA 87 in Berlin waren BJSS mit mehreren Projekten vertreten. Ihr Erweiterungsbau des Albert-Einstein-Gymnasiums in Berlin-Neukölln wurde 1992 mit dem Architekturpreis Berlin ausgezeichnet. Die IBA-Bauten von BJSS sind jeweils Teile von denkmalgeschützten Ensembles.

## Bauten und Projekte

### Ausgeführte Entwürfe
- 1977–1979: Oberstufenzentrum Lotis (Logistik, Touristik und Steuern), Dudenstraße, Berlin-Tempelhof (Lage)
- 1977–1980: Berufsschulzentrum Emden (Lage)
- 1978–1982: Vier Stadtvillen, Rauchstraße 19/20, Berlin-Tiergarten[5] (Lage)
- 1979–1980, 1985: Zentralkanzlei der Evangelischen Kirche in Deutschland, Hannover (Lage)
- 1979–1983: Drei Häuser in der Wohnanlage Ritterstraße-Nord, Block 31, Berlin-Kreuzberg, IBA 87[9] (Lage)
- 1983–1985: Schirn Kunsthalle Frankfurt[10] (Lage)
- 1984–1988: Wissenschaftszentrum Berlin für Sozialforschung, als Kontaktarchitekten für James Stirling und Michael Wilford, Reichpietschufer, Berlin-Tiergarten[11]
- 1985–1993: Kunstmuseum Bonn (Lage)
- 1985–1988: Wohnbebauung am Tegeler Hafen, IBA 87[7] (Lage)
- 1986–1987: Carillon im Großen Tiergarten Berlin (Lage)[11]
- 1986–1988: Torhäuser in der Wohnanlage Ritterstraße-Nord, Block 28 (Oranienstraße), Berlin-Kreuzberg, IBA 87[12] (Lage)
- 1988: Wohnhaus, Lützowplatz 5, Berlin-Tiergarten, IBA 87[13][14] (Lage)
- 1990–1991: Erweiterungsbau des Albert-Einstein-Gymnasiums, Berlin-Neukölln[15] (Lage)
- 1990–1991: Erweiterung des Landeshauses (Hessisches Ministerium für Wirtschaft und Technik), Wiesbaden (Lage)

### Nicht ausgeführte Entwürfe
- 1970er Jahre: Städtebaulicher Entwurf Landwehrkanal/Tiergartenviertel, Berlin, Wettbewerb 2. Preis[16]
- 1978: Hotel in der Budapester Straße Berlin, Wettbewerb 1. Preis
- 1983: Domplatz, Hamburg, Wettbewerb, Anerkennung[17]
- 1988: Deutsches Historisches Museum, Berlin, Wettbewerb 3. Preis[18]
- 1989: Erweiterung Zentrale der Deutschen Bundesbank, Frankfurt am Main, Wettbewerb 5. Preis[19]
- 1989: Erweiterung Jüdisches Museum, Berlin, Wettbewerb 5. Preis[20]
- 1989: Tokyo International Forum, Wettbewerb, Tokio[21]
- 1989: Internationaler Seegerichtshof Hamburg, Wettbewerb[22]
- 1989–1990: Bibliotheca Alexandrina, Alexandria, Wettbewerb, Anerkennung 6. Rang[23]
- 1990: Neue Straße Ulm, Bibliothek und Stadtmuseum, Wettbewerb 1. Preis
- 1990: Deutscher Pavillon Expo 92, Sevilla, Wettbewerb 2. Preis[24]
- 1991: Städtebaulicher Entwurf Altmarkt, Dresden[22]
- 1991: Städtebaulicher Entwurf Friedrichstadt-Passagen, Berlin, Wettbewerb[22]
- 1991: Städtebaulicher Entwurf Potsdamer Platz, Berlin, Wettbewerb 5. Preis[25]

## Bildergalerie

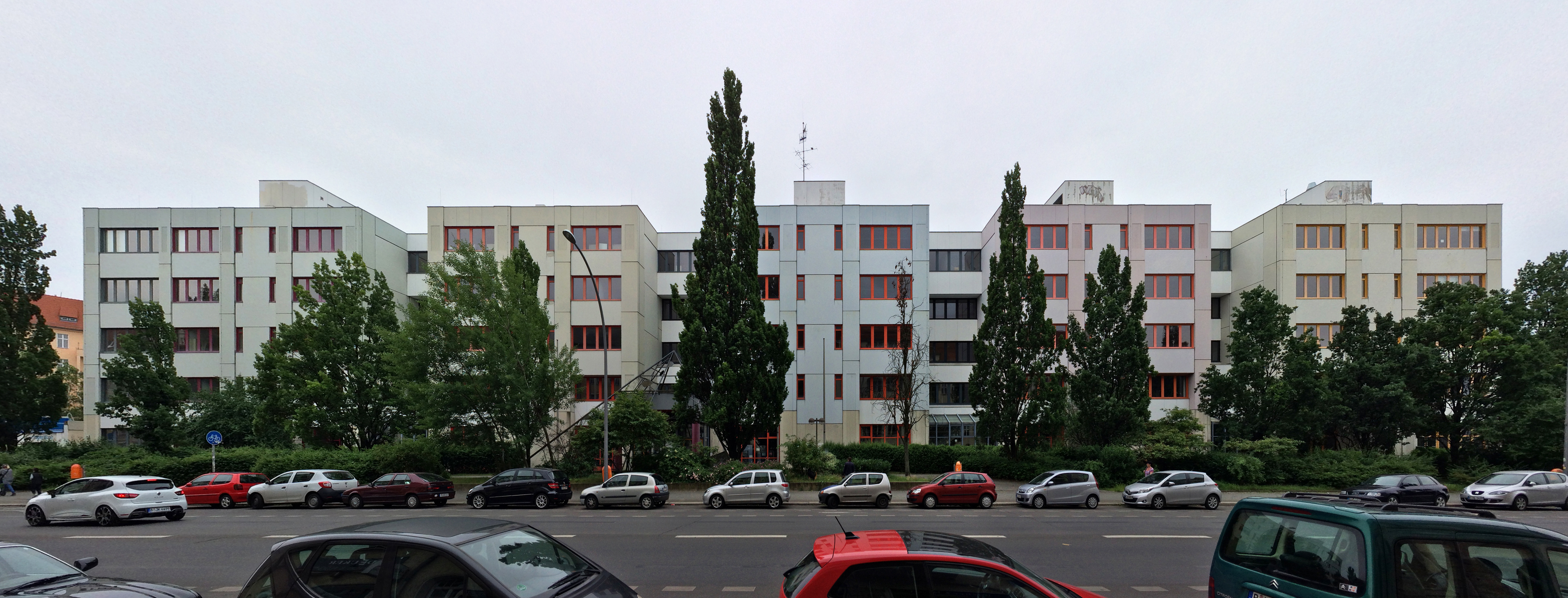
Oberstufenzentrum Dudenstraße, Berlin-Tempelhof
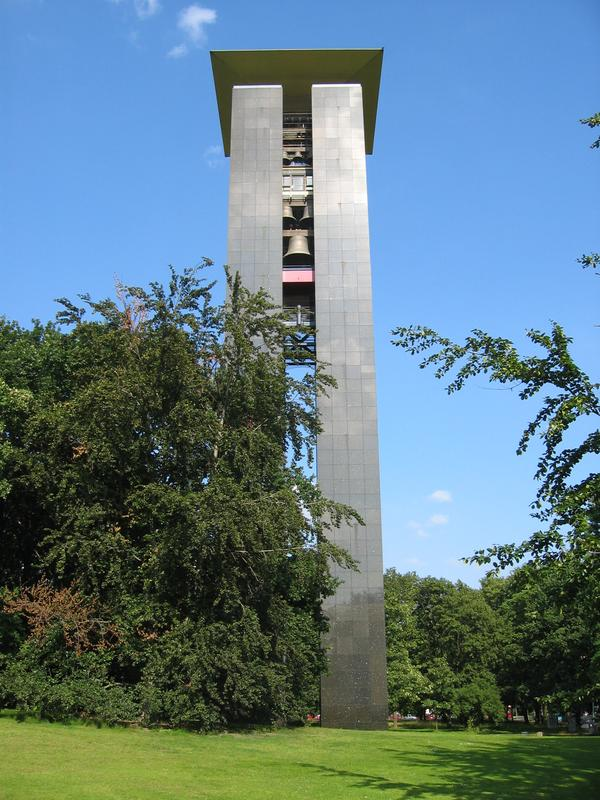
Carillon-Turm im Berliner Tiergarten
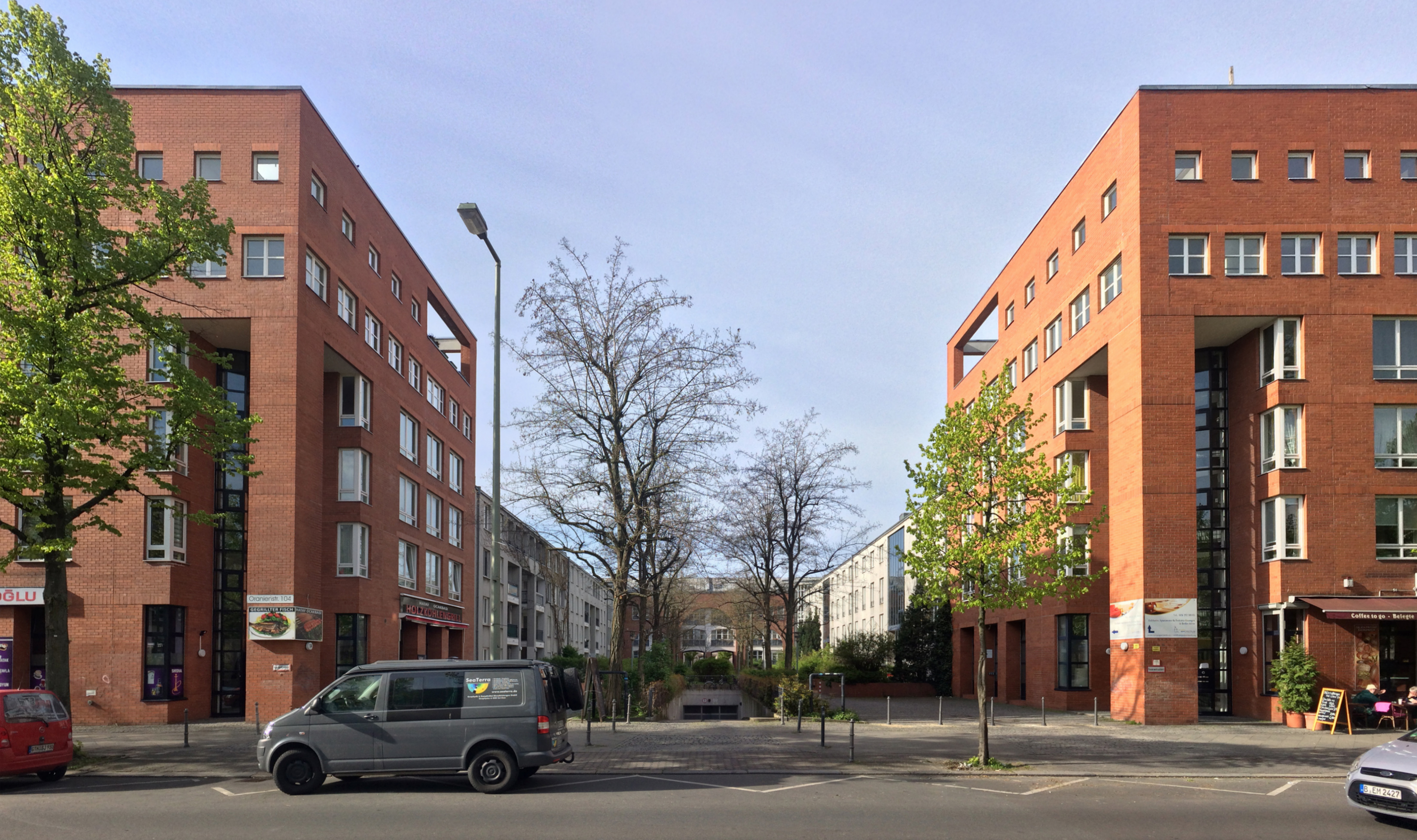
IBA-Wohnbebauung Torhäuser Block 28, Oranienstraße, Berlin-Kreuzberg
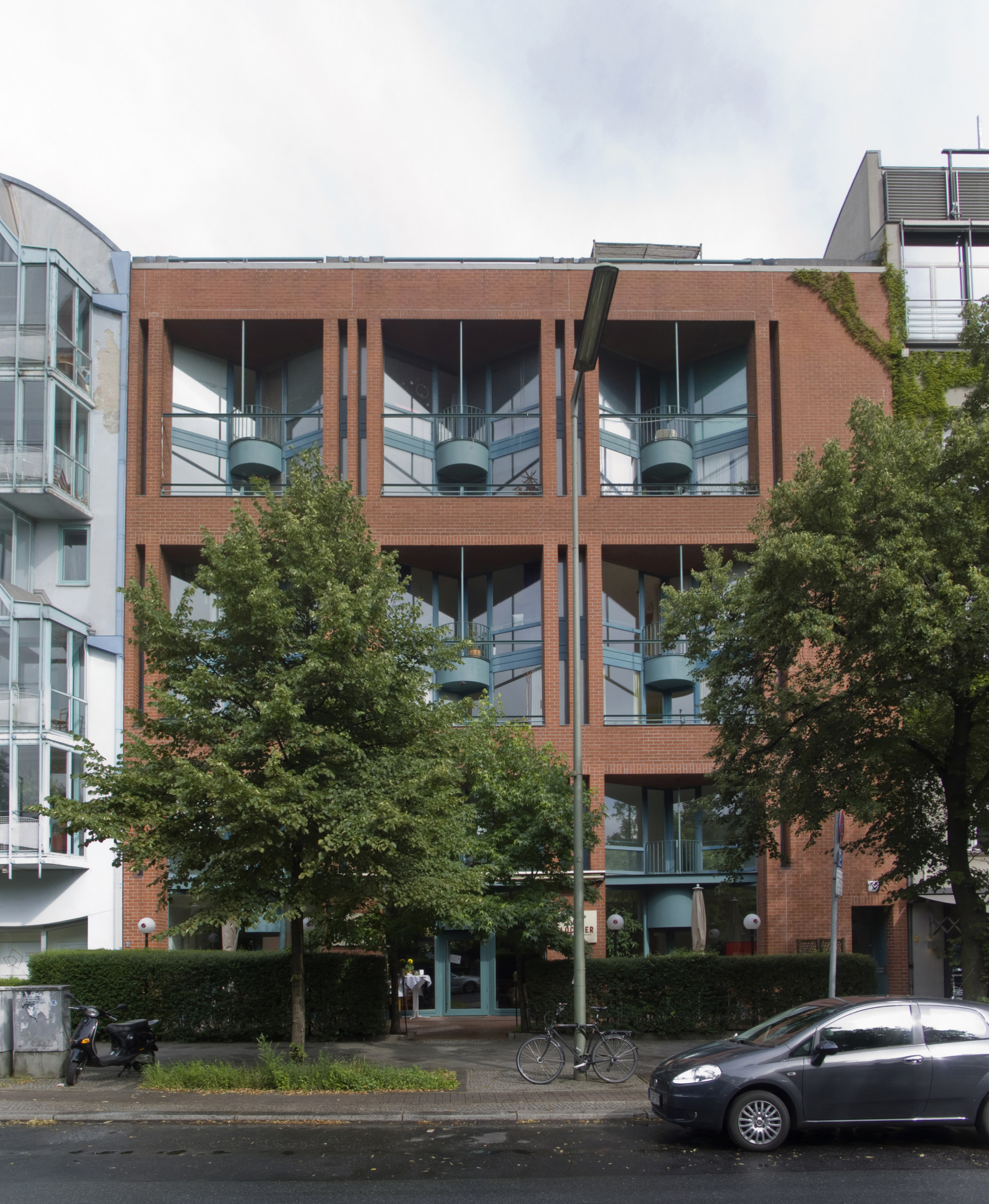
IBA-Wohnbebauung am Lützowplatz
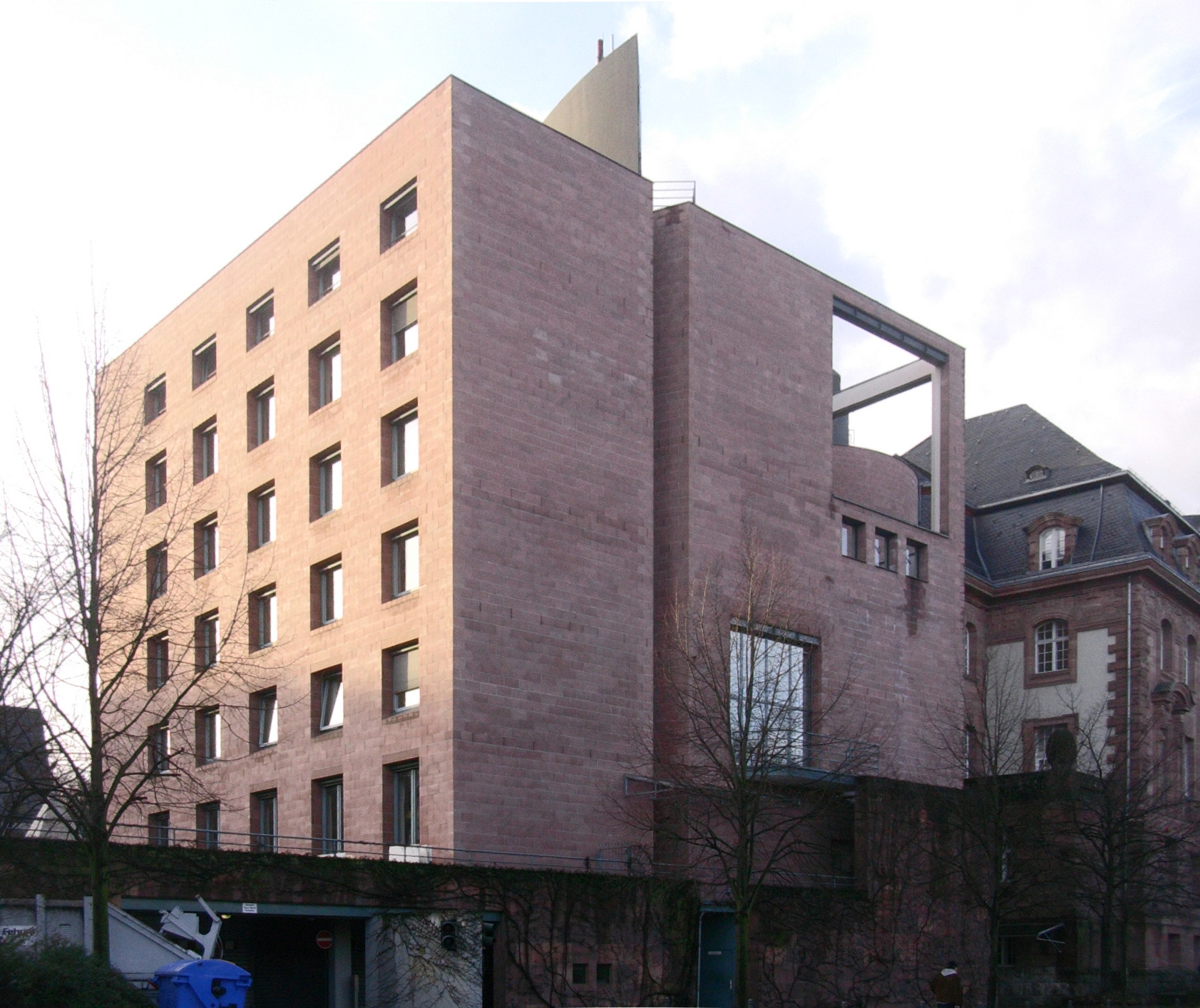
Erweiterung des Landeshauses, Wiesbaden
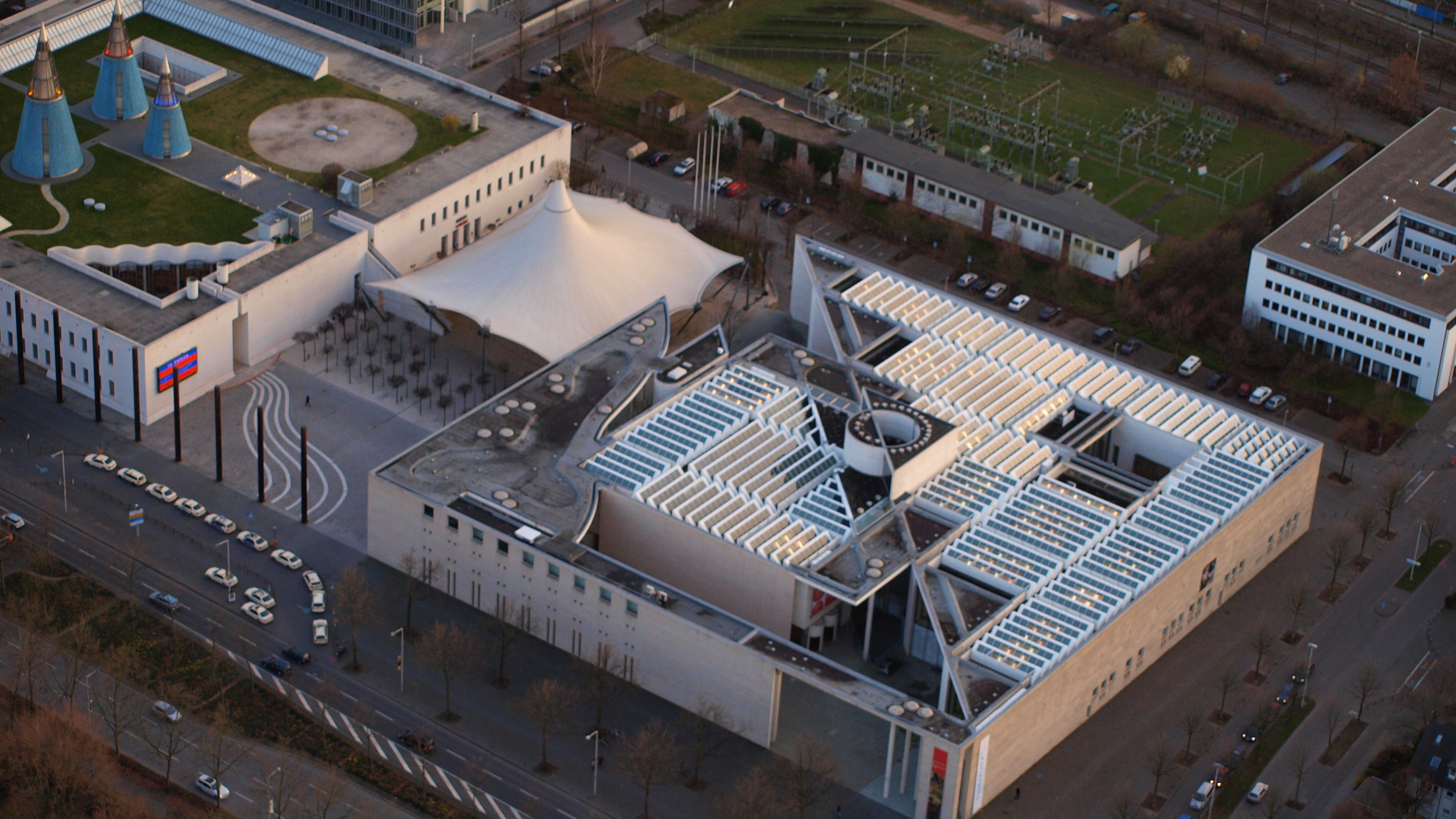
Kunstmuseum Bonn, Luftbild
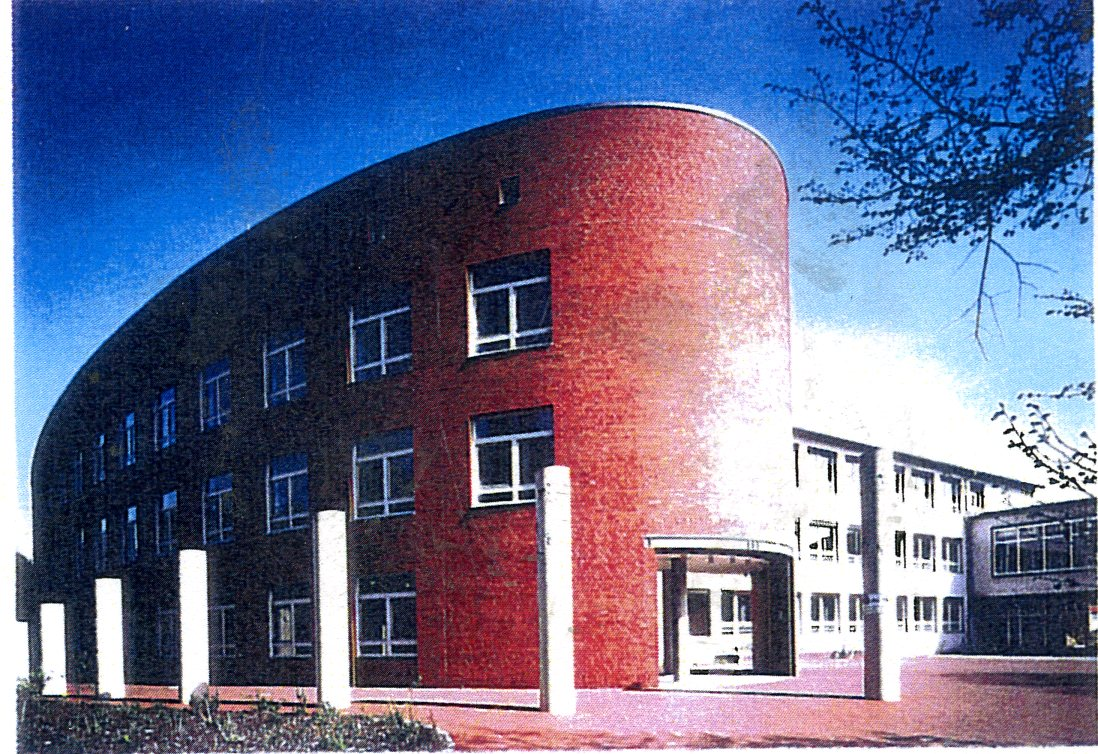
Erweiterungsbau des Albert-Einstein-Gymnasiums, Berlin-Neukölln